# Kinematografia bułgarska
Kinematografia bułgarska – ogół produkcji i dystrybucji filmowej na terenie Bułgarii, rozumianej do 1908 jako Księstwo Bułgarii, w latach 1908–1944 – jako Carstwo Bułgarii, w latach 1944–1990 – jako Ludowa Republika Bułgarii, po 1990 – jako Republika Bułgarii.
Przed II wojną światową kinematografia bułgarska rozwijała się skromnie, przy czym wyjątek stanowiła twórczość Wasiła Gendowa, Borysa Grezowa oraz Wasiła Bakyrdżijewa. Po przejęciu władzy przez komunistów na czele z Todorem Żiwkowem, kino bułgarskie na krótko zostało podporządkowane regułom socrealizmu. Odwilż w latach 60. XX wieku spowodowała, że do głosu doszło nowe pokolenie twórców inspirowanych europejskimi nowymi falami. Nagrody za granicą zdobywały filmy takich twórców, jak Binka Żeljazkowa, Rangel Wyłczanow, Nikoła Korabow tudzież Wyło Radew, a w latach 70. – także Metodi Andonow, Christo Christow, Eduard Zachariew oraz Georgi Djułgerow. W latach 80., kiedy Żiwkow za wszelką cenę próbował utrzymać się u władzy, drastyczne wzmożenie cenzury wespół z restrukturyzacją kinematografii zahamowało rozwój kina realistycznego. Po transformacji ustrojowej w Bułgarii kolejne pokolenie twórców koncentrowało się na zjawisku migracji Bułgarów z kraju oraz nostalgicznego powrotu do niej, a także podejmowało rozrachunek z minionym ustrojem.

## Początki kina bułgarskiego (1897–1960)

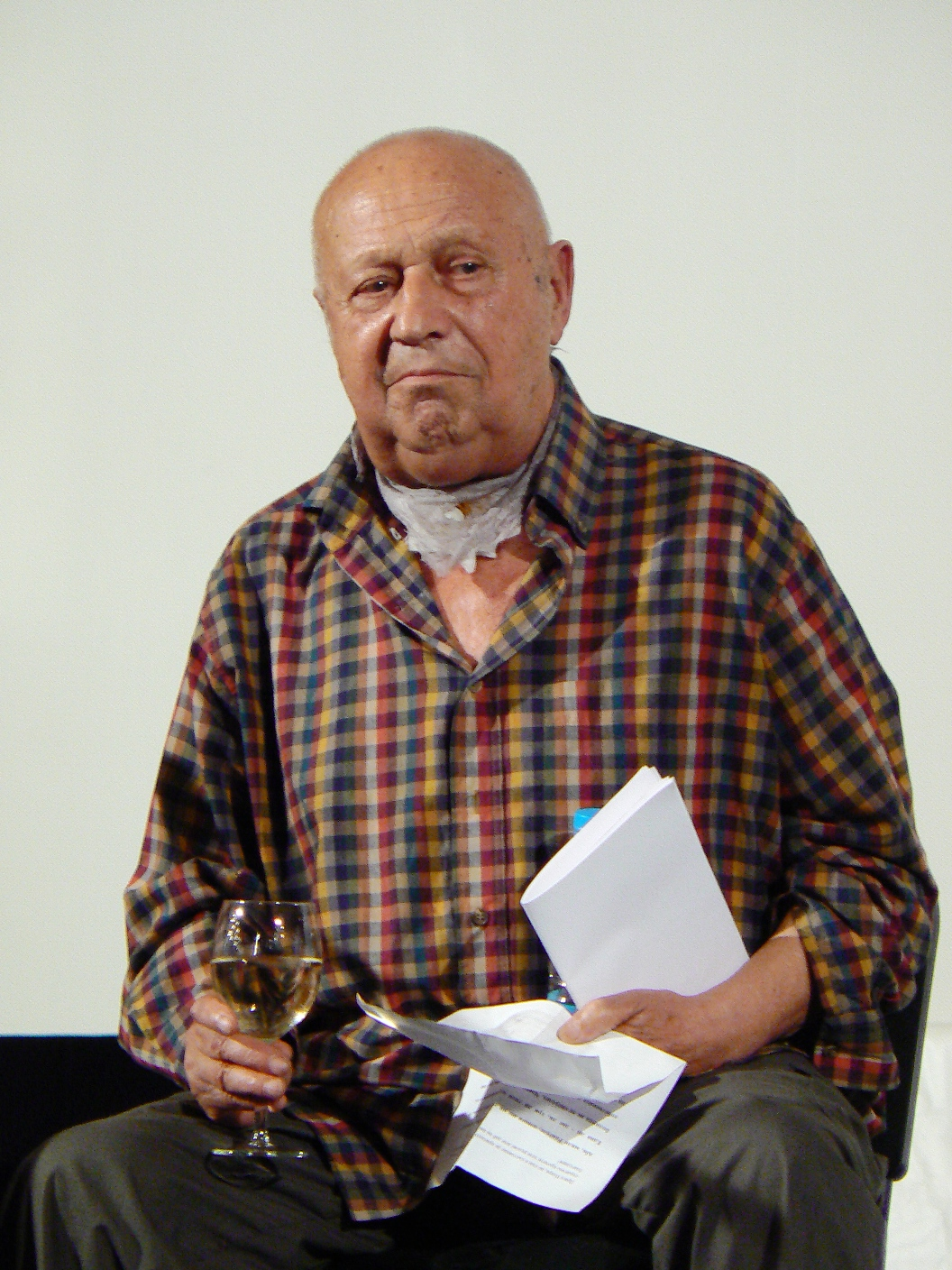
Rangel Wyłczanow

Pierwszy seans filmowy na terenie Bułgarii został zorganizowany na początku 1897 roku w Ruse, a wkrótce potem kino zawitało również do Sofii, gdzie za sprawą firmy Pathé powstawały kroniki filmowe. Najwcześniejszym zachowanym filmem bułgarskim autorstwa mieszkańca kraju była Bałkańska wojna (1913) Aleksandra Zekowa. W 1908 roku w sofijskim Teatrze Współczesnym powstało pierwsze stałe kino, którego właściciel Wasił Gendow w 1915 nakręcił pierwszy bułgarski film fabularny Zalotny Bułgar (1915). Gendow zdołał do połowy lat 30. XX wieku zrealizować 11 filmów, między innymi komedię Diabeł w Sofii (1921) oraz fresk historyczny Rewolucja Słowian (1932). Żadna z produkcji Gendowa jednak się nie zachowała, gdyż wszystkie kopie uległy zniszczeniu w 1941 podczas bombardowania Sofii w trakcie II wojny światowej. Oprócz Gendowa pionierami kina bułgarskiego byli także Borys Grezow (Po pożarze nad Rosją, 1929) oraz Wasił Bakyrdżijew (Charlie Chaplin na szczycie Witoszy, 1924; Złodziej w ekspresie, 1931).
W trakcie II wojny światowej popularność zdobyły historyczny epos Dymitra Minkowa Bułgarzy w dawnych latach (1945) oraz Burzliwa noc (1942) Jeana Georgescu na podstawie sztuki Iona Luki Caragiale. Po zajęciu Bułgarii przez wojska sowieckie i przejęciu władzy w kraju przez Todora Żiwkowa kino bułgarskie zostało podporządkowane dogmatom socrealizmu, który zaczęli stopniowo przezwyciężać młodzi debiutanci. W 1954 z uznaniem spotkała się biografia poety Nikoły Wapcarowa, Pieśń o człowieku autorstwa Borisława Szaralijewa. W 1958 Rangel Wyłczanow nakręcił Wyspę śmierci, poświęconą komunistycznemu powstaniu z 1923.

## Przejściowa liberalizacja branży (1960–1969)
Pomimo zaostrzenia represji przez reżim komunistyczny Żiwkowa, w latach 60. XX wieku ujawniły się osobowości autorskie czerpiące inspirację z europejskich nowych fal. Wśród docenianych twórców znalazła się jedna z pierwszych reżyserek filmowych, Binka Żeljazkowa. Jej film Gdy byliśmy młodzi (1961) ukazywał konflikty wewnątrz komunistycznej organizacji partyzanckiej podczas II wojny światowej, które po nieudanych operacjach wojskowych doprowadzają do wzajemnych oskarżeń o zdradę. Z uznaniem spotkał się również Wyłczanow, którego Słońce i cień (1962) był apokaliptyczną przypowieścią o wojnie nuklearnej, natomiast Inspektor i noc (1963) ukazywał losy detektywa mierzącego się ze zmową milczenia w sprawie otrucia bawidamka. Wielki sukces komercyjny odniósł natomiast Nikoła Korabow swym filmem Tytoń (1962) o młodzieńcu, który cynicznie pnie się po szczeblach drabiny społecznej w Bułgarii przełomu lat 30. i 40. XX wieku. Bardziej melodramatyczną formułę, bliską filmom Jeana Renoira, wybrał Wyło Radew w swoim cenionym przez publiczność debiucie Złodziej brzoskwiń (Крадецът на праскови, 1964). Jednakże po 1965 cenzura filmowa uległa zaostrzeniu; filmy takie, jak Poniedziałek rano (1966) autorstwa Rosjanki Iriny Aktaszewej i Christa Piskowa oraz Przywiązany balon (1967) Żeljazkowej nie zostały dopuszczone do dystrybucji, a ich twórców spotykały represje polityczne.

## Gwałtowny rozwój bułgarskiej kinematografii (1970–1979)
Od 1970, pod wpływem swej córki Ludmiły, Żiwkow zgodził się na rozluźnienie cenzury filmowej w Bułgarii. Zwiększony został budżet, z którego finansowano produkcję filmową, dokonała się również decentralizacja działalności filmowców – utworzono cztery zespoły filmowe. Na skutek przemian strukturalnych kinematografia bułgarska wkroczyła ponownie w swoją fazę rozwojową. Uznanie wówczas zdobyły produkcje odwołujące się do świadomości zbiorowej Bułgarów. Kozi róg (1972) Metodiego Andonowa ukazywał historię bułgarskiego pasterza, który po brutalnej śmierci jego żony – zbiorowo zgwałconej przez Turków – wychowuje swoją córkę na przyszłą zabójczynię oprawców. Prestiżowy sukces komercyjny i artystyczny Koziego rogu (nagroda na MFF w Chicago, ponad 2 miliony widzów) umożliwił artystom takim jak Żeljazkowa powrót do łask decydentów. Żeljazkowa w 1973 nakręciła film Poslednata duma, poświęcony losom kilkorga kobiet prześladowanych przez reżim carski w latach 30. XX wieku. Groteskowe komedie Spis powszechny zająców (1973) i Dzielnica willowa (1975) Eduarda Zachariewa stanowiły satyrę na biurokrację oraz konsumpcjonizm. Natomiast Ostatnie lato (1974) i Drzewo bez korzeni (1974) Christa Christowa, a także Świerszcz w uchu (1976) oraz Pantalej (1977) Georgia Stojanowa, poruszały problem migracji zarobkowej. Szczególnym sukcesem komercyjnym (3 miliony widzów) okazał się jednak film Dusze stracone (1975) Radewa, koprodukcja osadzona w realiach hiszpańskiej wojny domowej z główną rolą Jana Englerta. Ewenementem w rodzimej kinematografii był film Awantaż (1977) Georgia Djułgerowa, portret Bułgarii z lat 50. XX wieku oczami wrażliwego młodzieńca zmuszonego do kradzieży. Twórca filmu zdobył również uznanie dziełem Zamiana (1978), kolejnym ponurym portretem bułgarskiej rzeczywistości z punktu widzenia młodego pokolenia. Tematykę młodzieży poruszał także Borisław Szaraliew w wielokrotnie nagradzanym dziele Wszystko jest miłością (1979).

## Dekada załamania (1980–1989)
Dekada lat 80. zaznaczyła się w Bułgarii kryzysem wywołanym stopniową degrengoladą gospodarczą, osłabieniem bloku komunistycznego oraz oporem bułgarskich Turków wobec represji politycznych władzy komunistycznej. Bułgarska kinematografia przechodziła głębokie przemiany strukturalne; w 1982 stworzona została sieć dystrybucyjna Videofilm, a przemysł filmowy ulegał daleko idącej prywatyzacji, co przyczyniło się do znacznego spadku jakości bułgarskich filmów. Próbą zatuszowania kryzysu kina bułgarskiego była w 1987 organizacja Międzynarodowego Festiwalu Filmowego w Sofii, a także produkcja wielkich filmów historycznych. Do nich należały między innymi Bojanskijat majstor (1981) Zachariego Żandowa, Miara ponad miarę (1981) Djułgerowa, Chan Asparuch (1981) i Czas przemocy (1989) Ljudmiła Stajkowa, Konstantin Filosof (1983) Stojanowa oraz Borys I (1985) Szaraliewa. Szczególnie Czas przemocy miał wyraźny wydźwięk propagandowy, gdyż został wymierzony w mniejszość turecką w kraju, a jego reżyser uciekał się do niewyszukanej symboliki. Od oficjalnej retoryki odcinały się Hotel Central (1983) Weselina Branewa, który naturalistycznymi środkami wyrazu obrazował problem prostytucji, a także Pewna kobieta w wieku 33 lat (1982) Christowa, gorzka satyra na przemoc wobec kobiet oraz korupcję w systemie wyższej edukacji. Film Christowa był na tyle dosadny, że reżyser został wyrzucony z bułgarskiego stowarzyszenia filmowców, a rozwój kina realistycznego w Bułgarii został gwałtownie zahamowany.

## Po transformacji ustrojowej (od 1990)

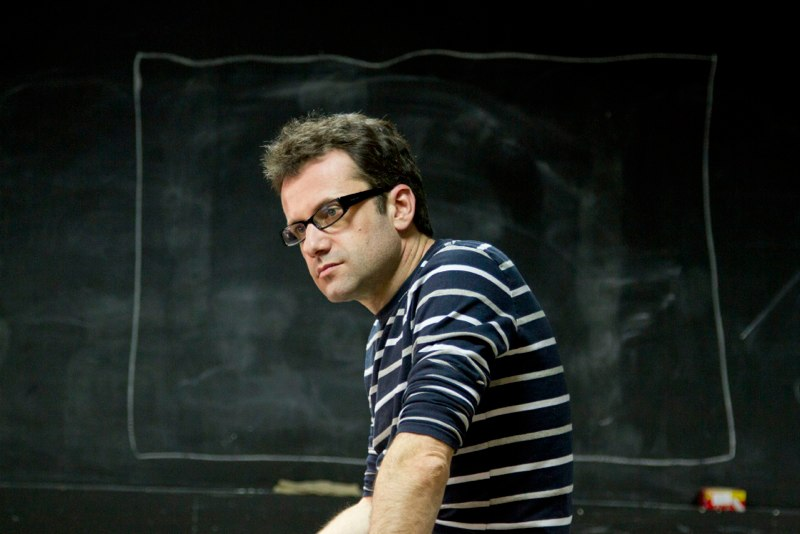
Jawor Gyrdew

Przemiany demokratyczne w Bułgarii spowodowały, że główny nurt kina bułgarskiego skierował się ku dyskursowi konserwatywno-prawicowemu, znamionowanemu przez wzmożoną obecność filmów poświęconych migracji z kraju i powrotu do niego. Ów motyw pojawiał się w takich filmach, jak List do Ameryki (2001) Igliki Trifonowej, Szwaczki (2007) Ljudmiła Todorowa, Prognoza (2008) Zornicy Sofii, Świat jest wielki, a zbawienie czai się za rogiem (2008) Stefana Komandarewa oraz Wschodnie zabawy (2009) Kamena Kalewa. Podejmowano również rozrachunek z ustrojem komunistycznym, czego przykładem był stylizowany na film noir film Zift (2008) Jawora Gyrdewa.